# Pangombusan
Pangombusan is een bestuurslaag in het regentschap Toba Samosir van de provincie Noord-Sumatra, Indonesië. Pangombusan telt 3234 inwoners (volkstelling 2010).